# Changtai, Chengxiang
Changtai (kinesiska: 常太)  är en köping i sydöstra Kina. Den ligger i stadsdistriktet Chengxiang i staden Putian i provinsen Fujian, omkring 74 kilometer sydväst om provinshuvudstaden Fuzhou. Antalet invånare är 19 988. Befolkningen består av 10 098 kvinnor och 9 890 män. Barn under 15 år utgör 20,0 %, vuxna 15-64 år 61 %, och äldre över 65 år 17,0 %.